# Maria Prestes
Altamira Rodrigues Sobral Prestes (Recife, 2 de fevereiro de 1930 – Rio de Janeiro, 4 de fevereiro de 2022), conhecida pelo pseudônimo Maria Prestes, foi uma militante comunista brasileira. Foi a segunda esposa de Luís Carlos Prestes, com quem casou-se em 1950. Juntos, tiveram sete filhos. Do seu primeiro casamento, no qual era viúva, Maria Prestes teve dois filhos, que foram criados como filhos por Luís Carlos Prestes.
Filha de João Rodrigues Sobral (conhecido como "Camarada Lima") e Mariana Ribas Pontes Rodrigues Sobral, militantes do Partido Comunista Brasileiro (PCB), conheceu o líder comunista Luís Carlos Prestes quando era responsável por sua segurança pessoal em São Paulo. Em 1990 ficou mais uma vez viúva, e não quis casar-se novamente.
Morreu vítima da COVID-19, em 4 de fevereiro de 2022, no Rio de Janeiro, onde residia com os filhos, netos e bisnetos.